# Собрание законов СССР
Собра́ние зако́нов и распоряже́ний рабо́че-крестья́нского прави́тельства Сою́за Сове́тских Социалисти́ческих Респу́блик (СЗ СССР) — официальное печатное издание 1924—1937 годов,
издаваемое Управлением делами СНК СССР и СТО.
В нём публиковались тексты нормативных актов государственных органов власти СССР: постановления ЦИК СССР, СНК СССР, Совета труда и обороны СССР, а также договоры между СССР и иностранными государствами. Ранее, в 1923—1924 гг., эту функцию выполнял бюллетень «Вестник ЦИК, СНК и СТО СССР».
В 1938 году СЗ СССР было преобразовано в Собрание постановлений  правительства СССР (СП СССР), которое издавалось до августа 1991 года. Одновременно для опубликования актов Верховного Совета СССР и его Президиума была создана газета (с 1954 г. — бюллетень) «Ведомости Верховного Совета СССР».